# Rdečekljuni govedar
Rdečekljuni govedar (znanstveno ime Buphagus erythrorynchus)  je ptič pevec iz družine govedarjev, Buphagidae. Doma je v savani podsaharske Afrike, od Srednjeafriške republike vzhodno do Južnega Sudana in južno do severne in vzhodne Južne Afrike. Njegov obseg se prekriva z obsegom manj razširjenega rumenokljunega govedarja (Buphagus africanus).

## Razširjenost
Rdečekljuni govedar je doma v savani podsaharske Afrike. Razprostira se po Etiopiji in Somaliji preko Kenije, Tanzanije, Malavija in Zambije do južne Afrike, Bocvane, Zimbabveja, južnega Mozambika in severovzhodne Južne Afrike.

## Opis
Mladič je temneje rjav od svojih staršev. Njegov kljun je sprva temno oliven, vendar po štirih mesecih postopoma prevzame barvo za odraslega. Njegov let je močan in neposreden, njun klic pa je sikajoče prasketanje trik-quiss.

## Vedenje
Rdečekljuni govedar gnezdi v drevesnih luknjah, obloženih z dlako, oskubljeno z živine. Odloži 2–5 jajc, pri čemer so tri povprečje. Izven gnezditvene sezone tvori velike, klepetajoče jate.
Najprimernejši habitat je odprta pokrajina, jedo pa žuželke. Tako angleška kot znanstvena imena izhajajo iz navade te vrste, da sedi na velikih divjih in udomačenih sesalcih, kot so govedo in jedo klope.
Odrasel osebek na dan poje skoraj 100 s krvjo prežetih samic klopov Rhipicephalus (Boophilus) decoloratus ali več kot 12.000 ličink. Vendar pa je njihova najprimernejša hrana kri in čeprav lahko jedo klope, napihnjene s krvjo, se z njo hranijo tudi neposredno in kljuvajo rane sesalca, da ostanejo odprte.
- Sedi na glavi impale
- Odrasel osebek (L) pododrasel osebek (D) na impali
- Leglo v gnezdu, obloženem z dlako impale, Kenija
- Sedi na kafrskem bivolu

Terenska opazovanja pri nosorogih so pokazala, da so govedarji posvarijo kratkovidnega nosoroga pred nevarnostjo.